# Jaderná elektrárna Visaginas
Jaderná elektrárna Visaginas (litevsky Visagino atominė elektrinė) byla plánovanou jadernou elektrárnou v Litvě. Nacházet se měla poblíž města Visaginas v Utenském kraji na severovýchodě země, 4 kilometry od hranice s Běloruskem. Elektrárna měla být společným projektem Litvy, Lotyšska a Estonska a Polska jelikož na výstavbě se měli podílet výrobci ze všech čtyř zemí.

## Historie a technické informace

### Počátky
Za dob Sovětského svazu Litva získala jadernou elektrárnu o hrubém výkonu 3000 MW o dvou blocích RBMK-1500 (třetí a čtvrtý blok nebyl nikdy dokončen). Po rozpadu Sovětského svazu se nástupnický stát Litva stala právoplatným majitelem této jaderné elektrárny, která byla schopna zajistit téměř 90% elektrické energie v zemi. Rekord padl v roce 1993, kdy Ignalina zajistila 88%.
V rámci vstupu do Evropské unie 1. května 2004 se však Litva musela zavázat, že elektrárnu navždy odstaví, protože reaktory v ní provozované byly konstrukčně shodné s Černobylem. První blok proto ukončil svůj provoz 31. prosince 2004 a druhý 31. prosince 2009. V důsledku toho Litva přišla o většinu své výroby elektrické energie a musí dovážet až 60% své spotřeby. EU poskytla příslušné finanční prostředky jako kompenzaci, aby se země dokázala vypořádat s následky odstavení.

#### Třetí reaktor Ignalina
Ještě před odstavením byl na webu jaderné elektrárny v roce 2002 uveřejněn článek, který popisuje výhody výstavby třetího bloku, který byl však plánován jako součást staré elektrárny a nikoliv nová jaderná elektrárna. Tento projekt se nikam neposunul a později zanikl.

### Nová jaderné elektrárna
Poté, co bylo vyřazení jaderné elektrárny Ignalina z provozu jisté, pozvala Litva v červenci 2006 sousední státy Lotyšsko, Estonsko a Polsko, které získávaly část energie vyrobené v elektrárně ke spolupráci na výstavbě nové jaderné elektrárny, kterou Litva navrhla jako řešení. V roce 2007 schválila Litva plán nové jaderné elektrárny o maximálním výkonu 3200 MW vedle stávající elektrárny a rozpočet 6,7 miliardy eur. Důvod k výstavbě nové elektrárny byla energetická nezávislost na Rusku v podobě zemního plynu a elektřiny. Přestože měla být elektrárna postavena v těsné blízkosti stávající elektrárny, byla pojmenována po nedalekém městě Visaginas, které slouží pro zaměstnance stávající elektrárny. Pro tento projekt byla 28. srpna 2008 založena společnost Visagino Atominė Elektrinė (VAE), která pokračovala v posuzování vlivů na životní prostředí, které již zahájila společost Lietuvos Energija AB v roce 2007. Prozkoumány byly dvě lokality, jedna na západ od staré jaderné elektrárny a jedna na východ, která byla dříve určena pro třetí a čtvrtý reaktor v jaderné elektrárně Ignalina. Cílem bylo také převzít alespoň části infrastruktury staré elektrárny, například využití vstupních a výstupních kanálů, elektrických systémů a připojení k elektrické síti, což mělo uspořit finance. Posouzení vlivu na životní prostředí bylo dokončeno v dubnu 2009 a stanovilo maximální odpadní teplo, které by mohlo být uvolněno do jezera, jako ekvivalent 3200 MW elektrické energie. Jelikož byly plánovány dva bloky o výkonu až 1700 MW, musely být vybaveny chladicími vežemi, takže nešlo použít otevřený terciární okruh. Zamýšlené typy reaktorů byly AP600 a AP1000 od Westinghouse, EC-6 a ACR-1000 od Atomic Energy of Canada Limited, VVER-1000/392 a VVER-1500/448 od Atomstrojexportu, SWR-1000 a EPR od Arevy, ABWR a ESBWR od Hitachi a APWR od Mitsubishi Heavy Industries.
V únoru 2008 Rusko oznámilo, že postaví Kaliningradskou jadernou elektrárnu. Mělo jít o konkurenci elektrárny Visaginas. Umístění v Kaliningradu bylo zcela záměrné, aby mohla být elektrárna připojena do unijní sítě. Bělorusko na to oznámilo výstavbou jaderné elektrárny 25 kilometrů od hranic s Litvou. Litva oba tyto projekty vnímala jako provokaci, protože šlo o přímou konkurenci.
Výběrové řízení na jadernou elektrárnu začalo v prosinci 2009. Do konce lhůty 10. listopadu 2010 však podali nabídky pouze dva uchazeči; jeden nesplňoval požadavky, druhý pocházel od jihokorejské společnosti KEPCO, který svou nabídku na dva APR-1400 po dvou týdnec stáhl. V té době se předpokládalo, že investor bude vlastnit přibližně 51 % závodu a zbytek bude rozdělen mezi litevskou Lietuvos Energija, lotyšské Latvenergo, estonskou Eesti Energia a polskou Polska Grupa Energetyczna. Estonsko a Lotyšsko však byly již v té době nespokojené s tím, že dosáhly pouze menšinového postavení. V důsledku toho polská Polska Grupa Energetyczna v prosinci 2011 odstoupila od stavebního projektu, aby v Polsku postavila vlastní jaderné elektrárny. V květnu 2011 byly obdrženy nové nabídky od společností Westinghouse (AP1000) a GE-Hitachi (ABWR). V červnu představily delegace obou investorů své nabídky premiérovi Kubiliovi, komisi pro novou jadernou elektrárnu, zástupcům EU a regionálním partnerům Estonsku, Lotyšsku a Polsku. V červenci bylo zveřejněno, že GE-Hitachi se stal vítězem s reaktorem ABWR. Litevský premiér Andrius Kubilius navštívil v únoru 2012 japonskou jadernou elektrárnu Šimane, jejíž nejnovější blok 3 typu ABWR byl dokončen v prosinci 2011.

### Referendum
Litva uspořádala 14. října nezávazné referendum o projektu. Zemský parlament hlasoval 62 hlasy pro, 39 proti a 18 se zdrželo hlasování. Parlament ale předtím projekt schválil 25. června 70 hlasy pro, 2 proti a 2 se zdrželi hlasování. K občanskému referendu bylo vyzváno celkem 2 588 557 občanů, z nichž 52,46 % (1 322 530 osob) se zúčastnilo, a proto je referendum právně platné. Z celkového počtu odevzdaných hlasů bylo 96,75 % (1 279 5846 hlasů) platných a 3,25 % (42 946 hlasů) neplatných. Pro výstavbu jaderné elektrárny hlasovalo 35,16 % (449 490 hlasů), proti výstavbě jaderné elektrárny 64,84 % (829 644 hlasů). Zatímco většina krajů hlasovala proti jaderné elektrárně, jak se očekávalo, nejvíce pro-hlasů přišlo z regionu Visaginas. Hlavní důvody, proč většina Litevců hlasovala proti jaderné elektrárně, byly spíše to, že se projekt zdál pro zemi příliš drahý a příliš velký, než kvůli ideologickému zelenému hnutí. Strany, které byly proti jaderné elektrárně Visaginas, také daly jasně najevo, že nejsou proti jaderné energii jako takové, ale prostě považují současný projekt ve Visaginas za příliš nákladný, a proto výstavbu této jaderné elektrárny odmítly.
Estonsko po referendu uvedlo, že čeká na rozhodnutí nové vlády o projektu jaderné elektrárny a nebude předem definitivně rozhodovat o tom, zda se země bude podílet na projektu jaderné elektrárny prostřednictvím Esti Energija. Pro Estonsko jsou však jaderné elektrárny rozhodně důležitou alternativou pro energetický mix. Lotyšsko také oznámilo, že má stále zájem o účast na jaderné elektrárně Visaginas, ale uznali, že poslední slovo v ní bude mít nový parlament v Litvě.

### Cena
Jaderná elektrárna je financována podle finského modelu Mancala; investoři dostávají elektřinu za cenu výrobce podle podílů, které v elektrárně drží. Litva držela 38%, Estonsko 22%, Lotyšsko 20% a zbytek investor Hitachi. Náklady na elektrárnu měly být do 4 miliard eur. Očekávalo se, že konečná cena, včetně infrastruktury, samotné elektrárny a elektrické sítě bude činit 4,92 miliard eur. Estonsko a Lotyšsko měli každý do projektu investovat miliardu euro.

### Výstavba
V roce 2012 se očekávalo zahájení výstavby v roce 2015. Dne 9. prosince 2011 byla vybrána společnost Exelon Nuclear Partners LLC, aby poskytovala poradenství v technických otázkách. Elektrárna měla být uvedena do provozu v roce 2020 až 2022.

### Ukončení projektu
V červenci 2014 byla podepsána dohoda s Hitachi ohledně nové společné společnosti. V červnu 2015 společnost Hitachi uvedla, že očekává, že projektová společnost bude zřízena „přibližně za rok“, a ministr energetiky uvedl, že jednání s Lotyšskem a Estonskem probíhají. Na konci roku 2015 však byla společná společnost s Hitachi zrušena a v listopadu 2016 vláda vydala Národní energetickou strategii a uvedla, že projekt jaderné elektrárny odkládá, dokud nebude buď nákladově efektivní za tržních podmínek, nebo bude potřebný pro energetickou bezpečnost.

## Informace o reaktorech
| Reaktor     | Typ reaktoru | Výkon   | Výkon   | Zahájení výstavby                   | Připojení k síti                    | Uvedení do provozu                  | Uzavření |
| Reaktor     | Typ reaktoru | Čistý   | Hrubý   | Zahájení výstavby                   | Připojení k síti                    | Uvedení do provozu                  | Uzavření |
| ----------- | ------------ | ------- | ------- | ----------------------------------- | ----------------------------------- | ----------------------------------- | -------- |
| Visaginas-1 | ABWR         | 1250 MW | 1358 MW | Plán na výstavbu zrušen v roce 2016 | Plán na výstavbu zrušen v roce 2016 | Plán na výstavbu zrušen v roce 2016 |          |
| Visaginas-2 | ABWR         | 1250 MW | 1358 MW | Plán na výstavbu zrušen v roce 2016 | Plán na výstavbu zrušen v roce 2016 | Plán na výstavbu zrušen v roce 2016 |          |